# Chronologie des attentats en France en 2009
Pour un article plus général, voir Chronologie des actes terroristes en France.
Chronologie des attentats ou projets d'attentat en 2009

## Janvier
| Date       | Responsables | Location et description                                              |
| ---------- | ------------ | -------------------------------------------------------------------- |
| 21 janvier |              | attentat contre une résidence secondaire à Tizzano.                  |
| 27 janvier | FLNC         | attentat à la roquette contre un véhicule de la gendarmerie à Corte. |

## Février
| Date       | Responsables | Location et description |
| ---------- | ------------ | --- |
| 7 février  | FLNC         | attentat contre une résidence à Olmeto-Plage.                                                                                              |
| 17 février |              | tentative d'attentat contre un camping de Bonifacio.                                                                                       |
| 23 février |              | attentat à l'explosif contre le véhicule du chauffeur du préfet de Haute-Corse à Solenzara.                                                |
| 24 février |              | attentat contre un bar à Calvi. |
| 25 février | Irrintzi     | double-attentat contre une résidence secondaire et tentatives d'attentats contre l'office de Tourisme et le quartier de Chiberta à Anglet. |
| 26 février |              | attentat contre résidence principale à Patrimonio.                                                                                         |

## Mars
| Date    | Responsables | Location et description                                                                              |
| ------- | ------------ | --- |
| 2 mars  | CRAV         | attentat contre un domaine viticole de Servian, revendiqué par le Comité Régional d'Action Viticole. |
| 19 mars |              | attentat contre une sandwicherie à Ajaccio.                                                          |
| 22 mars |              | attentat contre une résidence secondaire à Tizzano.                                                  |
| 29 mars |              | attentat contre un hangar abritant du matériel électrique à Ghisonaccia.                             |

## Avril
| Date     | Responsables | Location et description                                    |
| -------- | ------------ | ---------------------------------------------------------- |
| 6 avril  | FLNC         | tirs contre la façade de la gendarmerie de Bonifacio.      |
| 11 avril | FLNC         | mitraillage de la brigade de gendarmerie de Porto-Vecchio. |
| 13 avril | FLNC         | attentat contre la mairie d'Oletta.                        |

## Mai
| Date   | Responsables | Location et description                                              |
| ------ | ------------ | -------------------------------------------------------------------- |
| 8 mai  |              | attentat contre le véhicule d'un ressortissant italien à Moca Croce. |
| 10 mai |              | attentat contre une résidence à Sartène.                             |
| 15 mai |              | attentat contre une résidence secondaire à Tomino.                   |

## Juin
| Date     | Responsables | Location et description                                                   |
| -------- | ------------ | ------------------------------------------------------------------------- |
| 1er juin |              | attentat contre une villa en construction à Porto-Vecchio.                |
| 2 juin   |              | attentat contre le véhicule d'un couple de restaurateurs à Porto-Vecchio. |
| 6 juin   |              | attentat contre une résidence secondaire à Calenza.                       |

## Juillet
| Date       | Responsables | Location et description                                                                                 |
| ---------- | ------------ | --- |
| 22 juillet | FLNC         | attentat à la voiture piégée contre la gendarmerie de Vescovato.                                        |
| 23 juillet | Irrintzi     | tentative d'attentat contre un restaurant de golf à St Jean de Luz, attribuée par la presse à Irrintzi. |

## Août
| Date    | Responsables | Location et description                                                                 |
| ------- | ------------ | --------------------------------------------------------------------------------------- |
| 19 août | Irrintzi     | tentative d'attentat contre une agence immobilière à Bassussarry, attribuée à Irrintzi. |
| 25 août |              | attentat contre la voiture du journaliste Enrico Porsia à Conca.                        |

## Septembre
| Date          | Responsables | Location et description                                                                                                |
| ------------- | ------------ | --- |
| 1er septembre | Irrintzi     | tirs contre deux agences immobilières à Seignosse lors du campus des jeunes UMP.                                       |
| 4 septembre   | Irrintzi     | tirs contre un chantier à Angresse, revendiqué par Irrintzi.                                                           |
| 4 septembre   |              | attentat contre le restaurant Rosario à Bastia. Ce restaurant avait déjà été la cible d'un attentat quelques plus tôt. |
| 13 septembre  |              | attentat contre la voiture d'un entrepreneur à Alzitone (commune de Ghisonaccia).                                      |
| 20 septembre  |              | attentat contre une supérette à Levie.                                                                                 |
| 23 septembre  |              | tir de roquette anti-chars contre le groupement de gendarmerie en Corse à Bastia.                                      |
| 26 septembre  |              | tentative d'attentat contre le bateau d'un club de plongée à Porto.                                                    |
| 27 septembre  |              | tir de fusées de détresses contre deux radars à Ventiseri.                                                             |
| 28 septembre  |              | à la suite d'un feu de poubelles une bombe explose près des policiers à Ciboure.                                       |
| 29 septembre  |              | attentat contre une résidence secondaire à Furiani.                                                                    |
| 30 septembre  |              | attentat contre l'immeuble d'une conseillère municipale à Porto-Vecchio.                                               |

## Octobre
| Date       | Responsables | Location et description                                                                          |
| ---------- | ------------ | ------------------------------------------------------------------------------------------------ |
| 3 octobre  |              | attentat contre le véhicule personnel d'un agent de l'Office national des forêts (ONF) à Scolca. |
| 7 octobre  |              | attentat contre le centre de vacances Marina Viva à Porticcio.                                   |
| 29 octobre |              | attentat contre un camion pizza à Sartène, action antidrogue.                                    |

## Novembre
| Date        | Responsables | Location et description |
| ----------- | ------------ | --- |
| 5 novembre  | CRAV         | attentat contre une usine d'embouteillage à Servian, tentative d'attentat contre un même type d'usine à Mèze, plusieurs dégradations de supermarchés, revendiqué par le Comité régional d'action viticole |
| 16 novembre | FLNC         | double attentat contre des résidences secondaires à Olmeto-plage et à Porticcio, l'inscription « Acquaviva GB FLNC 1987 mai un ci scurderemu » est retrouvée sur les lieux.                               |
| 18 novembre | CRAV         | attentat contre une société d’embouteillage de vins à Maureilhan, revendiqué par le Comité régional d’action viticole.                                                                                    |
| 25 novembre | FLNC         | attentat contre une résidence secondaire à Olmeto. |
| 26 novembre |              | tentative d'attentat contre le véhicule personnel d’un officier de la Direction régionale de la police judiciaire à Bastia.                                                                               |

## Décembre
| Date        | Responsables | Location et description                                                             |
| ----------- | ------------ | ----------------------------------------------------------------------------------- |
| 5 décembre  |              | attentat contre une boulangerie à Corte, les dégâts sont légers.                    |
| 9 décembre  |              | nouvel attentat contre la boulangerie "A Fineta" à Biguglia, dégâts importants.     |
| 24 décembre |              | attentat contre une résidence secondaire à Viggianello, les dégâts sont importants. |
| 31 décembre |              | tentative d'attentat contre une résidence secondaire à Porto-Vecchio.               |